# Pál Hermann
Ne pas confondre avec le compositeur Paul Hermann (1904-1970) d'une variante de Es ist für uns eine Zeit angekommen (de).
Dans le nom hongrois Hermann Pál, le nom de famille précède le prénom, mais cet article utilise l’ordre habituel en français Pál Hermann, où le prénom précède le nom.

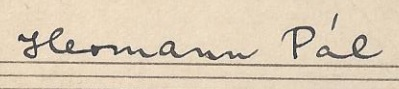
Signature du compositeur

Pál Hermann ou Paul Hermann (Budapest, 27 mars 1902 - 18 mai 1944) est un violoncelliste et compositeur hongrois.

## Biographie
Pál Hermann est né à Budapest, en Hongrie, le 27 mars 1902 d'une famille juive. À propos de son enfance, une seule anecdote a survécu : il était prêt à étudier pour ses leçons de piano seulement si, pour chaque étude préparée, il recevrait une pièce de monnaie. Il étudie à l'Université de musique Franz-Liszt de 1915 à 1919 et entretient des relations d'amitié personnelle et musicale avec ses professeurs de composition Béla Bartók et Zoltán Kodály, le violoniste Zoltán Székely et les pianistes Géza Frid et Lili Kraus.
À l'académie, il étudie le violoncelle avec Adolf Schiffer et la composition avec d'abord Leó Weiner, qui était aussi professeur de musique de chambre. Pendant ses études, Hermann se produit en tant qu'artiste, tant au sein qu'en dehors de l'Académie. Il commence sa carrière internationale de violoncelliste soliste à l'âge de 16 ans, en Europe, ayant estimé qu'il n'y avait pas besoin de terminer ses études à l'Académie.
Hermann enseigne le violoncelle et la composition à la Volksmusikschule Berlin-Süd de 1929 à 1934. Avec le changement politique à Berlin, menaçant à l'égard des Juifs, il décide de s'installer d'abord à Bruxelles entre 1934 et 1937, ensuite à Paris entre 1937 et 1939, et finalement dans le Sud de la France. Il est fait prisonnier lors d'une rafle du régime de Vichy en février 1944 et déporté pour Toulouse et le camp d'internement de Drancy. Le 15 mai 1944 il est envoyé dans les Pays baltes avec le convoi no 73, disparaissant à jamais.

## Interprète et compositeur
Il effectue souvent des récitals, et en tant que musicien de chambre avec le Quatuor Hongrois, avec le violoniste Zoltán Székely et d'autres. De ses concerts et enregistrements, ne restent que les programmes.
Le Prins Bernhard Cultuurfonds a mis en place le fonds Paul Hermann à la mémoire d'Hermann pour aider les études de jeunes violoncellistes de l'Université de musique Franz-Liszt.
Hermann laisse quelques compositions qui sont aujourd'hui dans le domaine public en Europe.

## Vie privée
Pendant les premières années de sa carrière, lors de ses récitals et concerts à Londres, Hermann occupait la résidence de la famille de Graaff-Bachiene, détenue par des mécènes. Une histoire a survécu d'un de ses séjours : Hermann et son ami Zoltán Székely — alors à l'apogée de leur partenariat musical — avait diverti un groupe de personnes par un récital chez les De Graaff à Londres en 1928. Pál avait été le centre de l'attention dans l'après-concert, qui, plaisantant, s'était mis à danser avec son violoncelle dans ses bras. Les gens ont applaudi et il a continué à tourner et danser, jusqu'à ce qu'il tombe et brise son violoncelle. Pour terminer la soirée par un heureux dénouement, leur hôte, M. Jaap de Graaff, mécène et protecteur des arts, a décidé d'acheter pour Hermann un violoncelle Gagliano et pour Székely un violon Stradivarius.
Lors d'une visite aux Pays-Bas vers 1929, Jaap de Graaff a suggéré pour sa nièce, Ada Weevers, qui vivait à Amersfoort, d'aller voir Hermann jouer à Amsterdam. Lorsqu'il se sont rencontrés, Ada et Pál Hermann sont tombés amoureux en dépit de leurs différences de cultures, de nationalités et de religions. Le jeune couple s'est installé à Berlin en 1930 et une fille, Corrie Hermann est née en 1932.

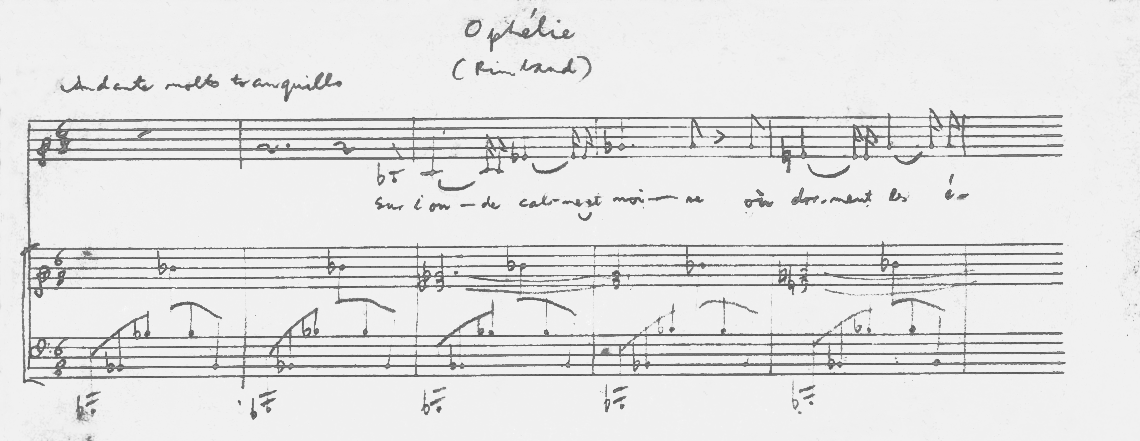
Le début d’Ophélie, mélodie composée sur un poème d'Arthur Rimbaud.

Ada meurt dans un accident de noyade en mer du Nord. En raison du climat de plus en plus menaçant pour les Juifs à Berlin, il décide de cacher sa fille avec sa belle-sœur (non juive) aux Pays-Bas. Hermann pour sa part travaille d'abord à Bruxelles de 1934 à 1937 et à Paris jusqu'en 1939. Puis, sous un faux nom, il gagne le Sud de la France, caché dans une ferme près de Toulouse par une branche française de la famille Weevers. Pendant ce séjour, il compose trois mélodies pour voix et piano, Ophélie,
La Ceinture, La Dormeuse, et une sonate pour violoncelle (ou violon). Ophélie, est basé sur le personnage d'Ophélie, bien-aimée du prince Hamlet qui se noie dans une rivière, peut avoir été inspiré par la tragique noyade de son épouse. Trouvant difficile la solitude de sa vie cachée à la ferme, ayant perdu sa femme et loin de sa fille, il décide d'aller à Toulouse de temps en temps pour enseigner et avoir quelques contacts sociaux, en acceptant le risque d'être découvert par la police de Vichy.

## Œuvres
- Grand Duo, pour violon et violoncelle (1929–30)
- Duo pour violon et violoncelle (1920, dédié a Zoltán Székely)
- Trio à cordes (1921)
- Toccata, pour piano (1936)
- Quatre Épigrammes, pour piano (1934)
- Trois mélodies sur des textes d'Arthur Rimbaud et de Paul Valéry, extrait de Charmes (1934–39)
  - Ophélie
  - La Ceinture
  - La Dormeuse

## Enregistrements
- 2000 Jahre Musik auf der Schallplatte : Haendel, Sonate en trio, HWV 382 ; Monteverdi, Lamento d'Arianna - Curt Sachs (dir.) (c. 1930, 78 tours Lindström AG/Odeon O 4308) (OCLC 658239301), (BNF 37942566)